# 布拉夫城 (阿肯色州)
布拉夫城（英語：Bluff City）是一個位於美國阿肯色州內華達縣的城鎮。

## 地理
布拉夫城的座標為33°43′02″N 93°08′00″W / 33.71722°N 93.13333°W，而該地的平均海拔高度為110米（即361英尺）。

## 人口
根據2020年美國人口普查的數據，布拉夫城的面積為6.02平方千米，皆為陸地。當地共有人口118人，而人口密度為每平方千米19人。